# العلاقات السنغالية القرغيزستانية
العلاقات السنغالية القيرغيزستانية هي العلاقات الثنائية التي تجمع بين السنغال وقيرغيزستان.

## مقارنة بين البلدين
هذه مقارنة عامة ومرجعية للدولتين:
| وجه المقارنة                                              | السنغال                                              | قيرغيزستان                      |
| --------------------------------------------------------- | ---------------------------------------------------- | ------------------------------- |
| المساحة (كم2)                                             | 196.72 ألف                                           | 199.95 ألف                      |
| عدد السكان (نسمة)                                         | 15.85 مليون                                          | 6.20 مليون                      |
| الكثافة السكانية (ن./كم²)                                 | 80.57                                                | 31.01                           |
| العاصمة                                                   | داكار                                                | بيشكك                           |
| اللغة الرسمية                                             | لغة فرنسية، اللغة الولوفية، باديارا ‏، اللغة البلنتية | اللغة الروسية، اللغة القيرغيزية |
| العملة                                                    | فرنك غرب أفريقي                                      | سوم قيرغيزستاني                 |
| الناتج المحلي الإجمالي (بليون دولار)                      | 16.37 مليار                                          | 7.56 مليار                      |
| الناتج المحلي الإجمالي (تعادل القوة الشرائية) بليون دولار | 36.62 مليار                                          | 20.45 مليار                     |
| الناتج المحلي الإجمالي الاسمي للفرد دولار أمريكي          | 899                                                  | 1.10 ألف                        |
| الناتج المحلي الإجمالي للفرد دولار أمريكي                 | 2.33 ألف                                             |                                 |
| مؤشر التنمية البشرية                                      | 0.466                                                | 0.655                           |
| رمز المكالمات الدولي                                      | +221                                                 | +996                            |
| رمز الإنترنت                                              | .sn                                                  | .kg                             |
| المنطقة الزمنية                                           | 00                                                   | ت ع م+06:00                     |

## منظمات دولية مشتركة
يشترك البلدان في عضوية مجموعة من المنظمات الدولية، منها:
| علم المنظمة | اسم المنظمة                                                | تاريخ انضمام السنغال | تاريخ انضمام قيرغيزستان |
| ----------- | ---------------------------------------------------------- | -------------------- | ----------------------- |
|             | مؤسسة التنمية الدولية                                      | 31 أغسطس 1962        | 24 سبتمبر 1992          |
|             | يونسكو                                                     | 10 نوفمبر 1960       | 2 يونيو 1992            |
|             | وكالة ضمان الاستثمار متعدد الأطراف                         | 12 أبريل 1988        | 21 سبتمبر 1993          |
|             | الأمم المتحدة                                              | 28 سبتمبر 1960       | 2 مارس 1992             |
|             | العملية المشتركة للاتحاد الأفريقي والأمم المتحدة في دارفور | ?                    | ?                       |
|             | الاتحاد البريدي العالمي                                    | ?                    | ?                       |
|             | البنك الدولي للإنشاء والتعمير                              | 31 أغسطس 1962        | 18 سبتمبر 1992          |
|             | منظمة التعاون الإسلامي                                     | ?                    | ?                       |
|             | منظمة حظر الأسلحة الكيميائية                               | ?                    | ?                       |
|             | الاتحاد الدولي للاتصالات                                   | 15 نوفمبر 1960       | 20 يناير 1994           |
|             | مؤسسة التمويل الدولية                                      | 31 أغسطس 1962        | 11 فبراير 1993          |
|             | منظمة التجارة العالمية                                     | ?                    | ?                       |
|             | منظمة الشرطة الجنائية الدولية                              | ?                    | ?                       |

## وصلات خارجية
- موقع وزارة الخارجية السنغالية
- موقع وزارة الخارجية القيرغيزستانية